# Джердан Шачірі
Джерда́н Шакірі (алб. Xherdan Shaqiri, [dʒɛrdan ʃaciɾi]; нар. 10 жовтня 1991, Гнілане, Югославія) — швейцарський футболіст, атакувальний півзахисник збірної Швейцарії та клубу МЛС «Чикаго Файр».

## Рання біографія
Шачірі народився в місті Гнілане у сім'ї косовських албанців. У 1992 році його батьки разом з ним і його трьома братами і сестрами емігрували до Швейцарії Шачірі має громадянство відразу декількох держав: Швейцарії, Косова та Албанії.

## Клубна кар'єра
Юніором Шачірі грав у «Аугусті», звідки перебрався в дитячу команду «Базеля». У 15-річному віці Джердан став кращим гравцем юнацького турніру «Nike Cup», після чого він став об'єктом інтересу кількох клубів, але залишився в «Базелі» і з 2007 року став виступати за дублюючу команду у третьому за рівнем дивізіоні Швейцарії. 2 січня 2009 року Шачірі підписав перший професійний контракт, а 12 липня дебютував у першій команді в матчі із «Санкт-Галленом». 9 листопада швейцарець відкрив рахунок своїм голам за «Базель», забивши у ворота «Ксамакса». За результатами першого сезону Шачірі допоміг клубу виграти «золотий дубль». Наступного року клуб виграв лише національний чемпіонат, а у третьому, останньому для Джердана сезоні в клубі, він знову виграв обидва головних трофея країни. Протягом усіх трьох сезонів Шачірі був основним гравцем клубу.

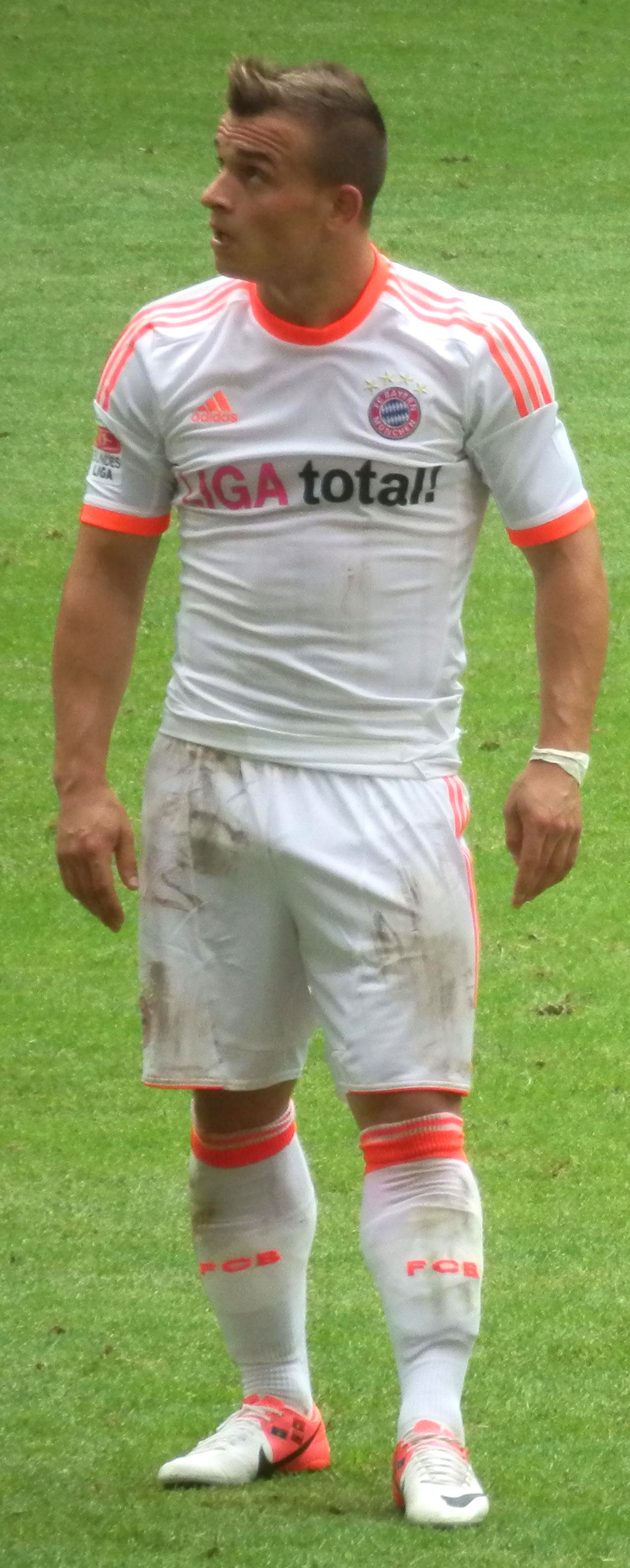
Джердан Шачірі під час виступів за «Баварію». 2012 рік.

У лютому 2012 року підписав з мюнхенською «Баварією» чотирирічний контракт, термін дії якого починався з 1 липня 2012 року. У клубі Джердан грав під номером 11. Відразу після переходу Джердан виграв з командою перший трофей — Суперкубок Німеччини, вийшовши на заміну в кінцівці гри замість Ар'єна Роббена, а у наступних двох сезонах двічі поспіль виграв «золотий дубль». Крім цього 2013 року швейцарець з командою здобув усі три головних міжнародних трофеї — Лігу чемпіонів, Суперкубок УЄФА та Клубний чемпіонат світу.
9 січня 2015 року Шачірі перейшов на правах оренди в італійське «Інтернаціонале» з правом подальшого обов'язкового викупу за 15 млн євро, відмовившись переходити в англійський «Ліверпуль». Втім вже 10 серпня 2015 року, не входячи в плани тренера Роберто Манчіні, Шачірі пройшов медобстеження в «Сток Сіті» і підписав п'ятирічний контракт з клубом, який заплатив за гравця 12 мільйонів фунтів стерлінгів. У складі «гончарів» Шачірі став основним гравцем, але за результатами сезону 2017/18 клуб вилетів з Прем'єр-ліги. Станом на 9 червня 2018 року відіграв за команду з міста Сток-он-Трент 84 матчі в національному чемпіонаті. 13 липня 2018 року пройшов медогляд в «Ліверпулі» і підписав контракт з клубом. Сум трансферу склала 13 млн фунт. стерлінгів. Станом на 4 листопада 2018 року Шачірі провів за Ліверпуль 7 матчів, забивши 1 гол і віддавши 2 гольові передачі.

## Кар'єра в збірних
2007 року дебютував у складі юнацької збірної Швейцарії, взяв участь у 20 іграх на юнацькому рівні, відзначившись 3 забитими голами.
Протягом 2009—2011 років залучався до складу молодіжної збірної Швейцарії. Разом з нею був учасником молодіжного чемпіонату Європи 2011 року, на якому у першому ж матчі своєї команди забив єдиний і переможний гол у ворота господарів змагань данців (1:0). В підсумку Шачірі з командою дійшов до фіналу, де швейцарці поступились Іспанії (0:2). Всього на молодіжному рівні зіграв у 7 офіційних матчах, забив 1 гол.

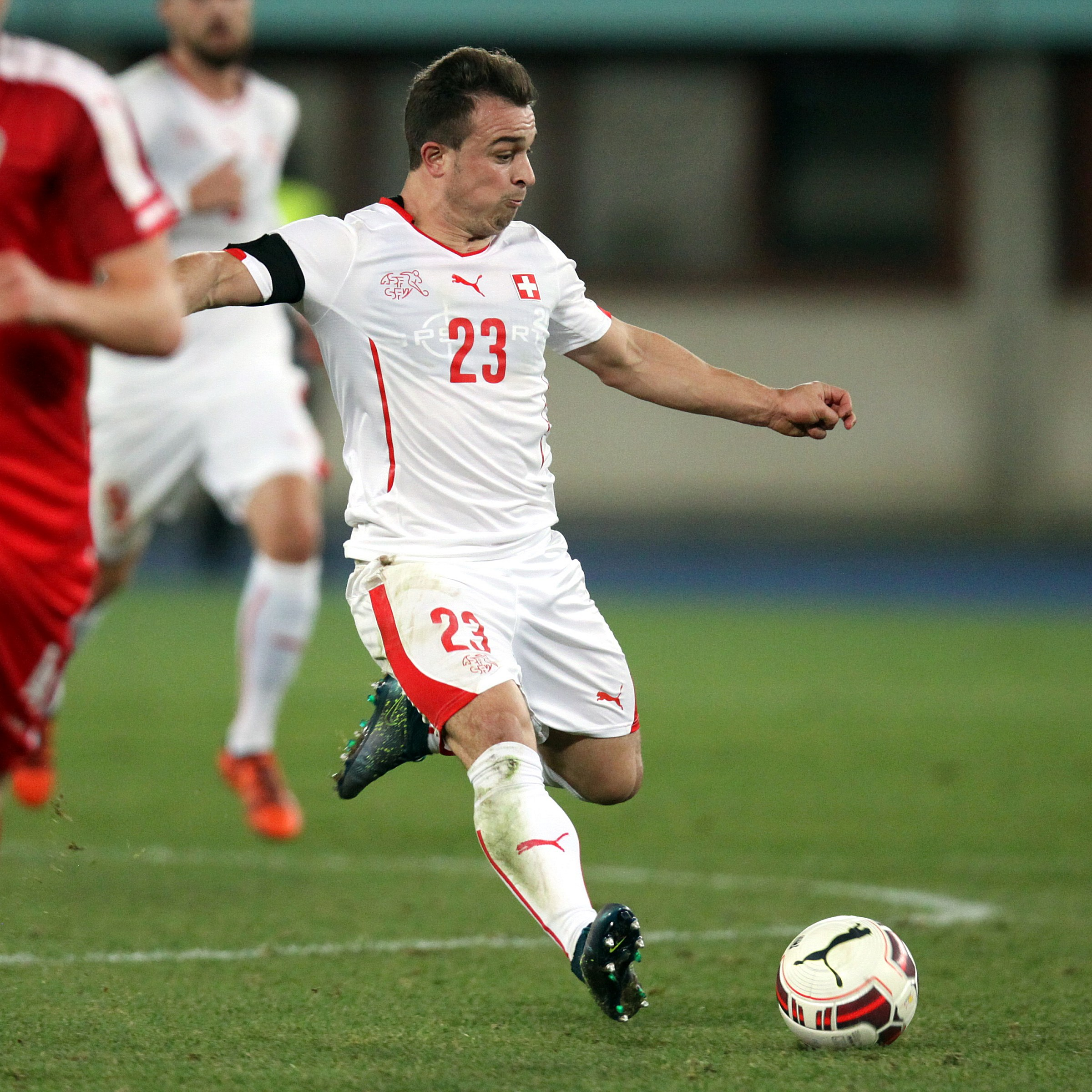
Шачірі під час виступів за збірну Швейцарії. 2015 рік.

У дорослій збірній дебютував 5 червня 2010 року, вийшовши на заміну на 88-й хвилині в матчі проти збірної Італії. У тому ж році гравець був включений в заявку на чемпіонат світу 2010 року у ПАР, де один раз вийшов на поле. Шачірі був одним з наймолодших учасників турніру.
Влітку 2012 року відмовився від поїздки на футбольний турнір Олімпійських ігор в Лондоні, вирішивши залишитися у своєму новому клубі для підготовки до сезону. Втім вже на наступному чемпіонаті світу 2014 року у Бразилії Шачірі був основним гравцем. Вже у першому матчі проти Еквадору (2:1) Джердан був названий гравцем матчу, а 25 червня 2014 року в третьому матчі групи оформив хет-трик у ворота збірної Гондурасу і вдруге удостоївся звання найкращого гравця цього матчу.
На чемпіонаті Європи 2016 виступив у всіх чотирьох матчах національної збірної. У поєдинку 1/8 фіналу проти збірної Польщі Шачірі відзначився голом на 82-й хвилині матчу. Взяття воріт було дуже ефектним — Джердан пробив через себе з лінії штрафного майданчика і відправив м'яч точно в нижній кут воріт. У серії післяматчевих пенальті Шачірі реалізував 11-метровий удар, однак це не врятувало збірну Швейцарії від вильоту з турніру.

## Статистика виступів

### Статистика клубних виступів
| Сезон                 | Команда               | Чемпіонат             | Чемпіонат | Чемпіонат | Національний кубок | Національний кубок | Національний кубок | Coppe internazionali | Coppe internazionali | Coppe internazionali | Інші змагання | Інші змагання | Інші змагання | Усього | Усього |
| Сезон                 | Команда               | Ліга                  | Ігор      | Голів     | Ліга               | Ігор               | Голів              | Ліга                 | Ігор                 | Голів                | Ліга          | Ігор          | Голів         | Ігор   | Голів  |
| --------------------- | --------------------- | --------------------- | --------- | --------- | ------------------ | ------------------ | ------------------ | -------------------- | -------------------- | -------------------- | ------------- | ------------- | ------------- | ------ | ------ |
| 2007–08               | «Базель» ІІ           | 1Л (III)              | 2         | 0         | -                  | -                  | -                  | -                    | -                    | -                    | -             | -             | -             | 2      | 0      |
| 2008–09               | «Базель» ІІ           | 1Л (III)              | 17        | 8         | -                  | -                  | -                  | -                    | -                    | -                    | -             | -             | -             | 17     | 8      |
| Усього за «Базель» ІІ | Усього за «Базель» ІІ | Усього за «Базель» ІІ | 19        | 8         |                    |                    |                    |                      |                      |                      |               |               |               | 19     | 8      |
| 2009–10               | «Базель»              | СЛ                    | 32        | 4         | КШ                 | 5                  | 1                  | ЛЄ                   | 10                   | 2                    | -             | -             | -             | 47     | 7      |
| 2010–11               | «Базель»              | СЛ                    | 29        | 5         | КШ                 | 2                  | 0                  | ЛЧ+ЛЄ                | 10+1                 | 2+0                  | -             | -             | -             | 42     | 7      |
| 2011–12               | «Базель»              | СЛ                    | 31        | 9         | КШ                 | 4                  | 0                  | ЛЧ                   | 6                    | 0                    | -             | -             | -             | 41     | 9      |
| Усього за «Базель»    | Усього за «Базель»    | Усього за «Базель»    | 92        | 18        |                    | 11                 | 1                  |                      | 27                   | 4                    |               |               |               | 130    | 23     |
| 2012–13               | «Баварія»             | БЛ                    | 26        | 4         | КН                 | 5                  | 3                  | ЛЧ                   | 7                    | 1                    | СН            | 1             | 0             | 39     | 8      |
| 2013–14               | «Баварія»             | БЛ                    | 17        | 6         | КН                 | 4                  | 1                  | ЛЧ                   | 3                    | 0                    | СН+СУ+КЧС     | 1+1+2         | 0             | 28     | 7      |
| 2014–15               | «Баварія»             | БЛ                    | 9         | 1         | КН                 | 1                  | 0                  | ЛЧ                   | 4                    | 1                    | СН            | 1             | 0             | 15     | 2      |
| Усього за «Баварію»   | Усього за «Баварію»   | Усього за «Баварію»   | 52        | 11        |                    | 10                 | 4                  |                      | 14                   | 2                    |               | 6             | 0             | 82     | 17     |
| 2014–15               | «Інтернаціонале»      | A                     | 15        | 1         | КІ                 | 2                  | 1                  | ЛЄ                   | 3                    | 1                    | -             | -             | -             | 20     | 3      |
| 2015–16               | «Сток Сіті»           | ПЛ                    | 27        | 3         | КА+КЛ              | 1+4                | 0                  | -                    | -                    | -                    | -             | -             | -             | 32     | 3      |
| 2016–17               | «Сток Сіті»           | ПЛ                    | 21        | 4         | КА+КЛ              | 1+0                | 0                  | -                    | -                    | -                    | -             | -             | -             | 22     | 4      |
| 2017–18               | «Сток Сіті»           | ПЛ                    | 35        | 8         | КА+КЛ              | 0+1                | 0                  | -                    | -                    | -                    | -             | -             | -             | 36     | 8      |
| Усього за «Сток Сіті» | Усього за «Сток Сіті» | Усього за «Сток Сіті» | 62        | 11        |                    | 7                  | 0                  |                      | -                    | -                    |               | -             | -             | 69     | 11     |
| Усього за кар'єру     | Усього за кар'єру     | Усього за кар'єру     | 241       | 49        |                    | 30                 | 6                  |                      | 44                   | 7                    |               | 6             | 0             | 321    | 62     |

### Статистика виступів за збірну
| Дата       | Місто                   | Господарі         | Результат        | Гості             | Турнір               | Голи | Примітки |
| ---------- | ----------------------- | ----------------- | ---------------- | ----------------- | -------------------- | ---- | -------- |
| 3-3-2010   | Санкт-Галлен            | Швейцарія         | 1 – 3            | Уругвай           | товариський матч     | -    | 45'      |
| 1-6-2010   | Сьйон                   | Швейцарія         | 0 – 1            | Коста-Рика        | товариський матч     | -    | 64'      |
| 5-6-2010   | Женева                  | Швейцарія         | 1 – 1            | Італія            | товариський матч     | -    | 90'      |
| 25-6-2010  | Блумфонтейн             | Швейцарія         | 0 – 0            | Гондурас          | ЧС 2010 - 1-й етап   | -    | 78'      |
| 11-8-2010  | Клагенфурт-ам-Вертерзеє | Австрія           | 0 – 1            | Швейцарія         | товариський матч     | -    | 57'      |
| 3-9-2010   | Санкт-Галлен            | Швейцарія         | 0 – 0            | Австралія         | товариський матч     | -    | 46'      |
| 7-9-2010   | Базель                  | Швейцарія         | 1 – 3            | Англія            | Відбір до ЧЄ 2012    | 1    | 46'      |
| 8-10-2010  | Подгориця               | Чорногорія        | 1 – 0            | Швейцарія         | Відбір до ЧЄ 2012    | -    | 66'      |
| 17-11-2010 | Женева                  | Швейцарія         | 2 – 2            | Україна           | товариський матч     | -    | 46'      |
| 9-2-2011   | Валлетта                | Мальта            | 0 – 0            | Швейцарія         | товариський матч     | -    | 62'      |
| 4-6-2011   | Лондон                  | Англія            | 2 – 2            | Швейцарія         | Відбір до ЧЄ 2012    | -    |          |
| 10-8-2011  | Вадуц                   | Ліхтенштейн       | 1 – 2            | Швейцарія         | товариський матч     | -    |          |
| 6-9-2011   | Базель                  | Швейцарія         | 3 – 1            | Болгарія          | Відбір до ЧЄ 2012    | 3    | 63' 90'  |
| 7-10-2011  | Суонсі                  | Уельс             | 2 – 0            | Швейцарія         | Відбір до ЧЄ 2012    | -    | 62'      |
| 11-10-2011 | Базель                  | Швейцарія         | 2 – 0            | Чорногорія        | Відбір до ЧЄ 2012    | -    | 77'      |
| 11-11-2011 | Амстердам               | Нідерланди        | 0 – 0            | Швейцарія         | товариський матч     | -    | 76'      |
| 15-11-2011 | Люксембург              | Люксембург        | 0 – 1            | Швейцарія         | товариський матч     | -    | 64'      |
| 29-2-2012  | Берн                    | Швейцарія         | 1 – 3            | Аргентина         | товариський матч     | 1    |          |
| 15-8-2012  | Спліт                   | Хорватія          | 2 – 4            | Швейцарія         | товариський матч     | -    |          |
| 7-9-2012   | Любляна                 | Словенія          | 0 – 2            | Швейцарія         | Відбір до ЧС 2014    | -    | 75'      |
| 11-9-2012  | Люцерн                  | Швейцарія         | 2 – 0            | Албанія           | Відбір до ЧС 2014    | 1    |          |
| 12-10-2012 | Берн                    | Швейцарія         | 1 – 1            | Норвегія          | Відбір до ЧС 2014    | -    |          |
| 16-10-2012 | Рейк'явік               | Ісландія          | 0 – 2            | Швейцарія         | Відбір до ЧС 2014    | -    | 80'      |
| 14-11-2012 | Сус                     | Туніс             | 1 – 2            | Швейцарія         | товариський матч     | 1    |          |
| 23-3-2013  | Нікосія                 | Кіпр              | 0 – 0            | Швейцарія         | Відбір до ЧС 2014    | -    |          |
| 8-6-2013   | Женева                  | Швейцарія         | 1 – 0            | Кіпр              | Відбір до ЧС 2014    | -    |          |
| 14-8-2013  | Базель                  | Швейцарія         | 1 – 0            | Бразилія          | товариський матч     | -    | 86'      |
| 6-9-2013   | Берн                    | Швейцарія         | 4 – 4            | Ісландія          | Відбір до ЧС 2014    | -    | 89'      |
| 10-9-2013  | Осло                    | Норвегія          | 0 – 2            | Швейцарія         | Відбір до ЧС 2014    | -    | 90'      |
| 11-10-2013 | Тирана                  | Албанія           | 1 – 2            | Швейцарія         | Відбір до ЧС 2014    | 1    | 54'      |
| 5-3-2014   | Санкт-Галлен            | Швейцарія         | 2 – 2            | Хорватія          | товариський матч     | -    | 46'      |
| 30-5-2014  | Люцерн                  | Швейцарія         | 1 – 0            | Ямайка            | товариський матч     | -    | 72'      |
| 3-6-2014   | Люцерн                  | Швейцарія         | 2 – 0            | Перу              | товариський матч     | 1    | 64'      |
| 15-6-2014  | Бразиліа                | Швейцарія         | 2 – 1            | Еквадор           | ЧС 2014 - 1-й етап   | -    |          |
| 20-6-2014  | Салвадор                | Швейцарія         | 2 – 5            | Франція           | ЧС 2014 - 1-й етап   | -    |          |
| 25-6-2014  | Манаус                  | Гондурас          | 0 – 3            | Швейцарія         | ЧС 2014 - 1-й етап   | 3    | 87'      |
| 1-7-2014   | Сан-Паулу               | Аргентина         | 1 – 0 д.ч.       | Швейцарія         | ЧС 2014 - 1/8 фіналу | -    |          |
| 8-9-2014   | Базель                  | Швейцарія         | 0 – 2            | Англія            | Відбір до ЧЄ 2016    | -    |          |
| 9-10-2014  | Марибор                 | Словенія          | 1 – 0            | Швейцарія         | Відбір до ЧЄ 2016    | -    |          |
| 14-10-2014 | Серравалле              | Сан-Марино        | 0 – 4            | Швейцарія         | Відбір до ЧЄ 2016    | 1    |          |
| 15-11-2014 | Санкт-Галлен            | Швейцарія         | 4 – 0            | Литва             | Відбір до ЧЄ 2016    | 2    |          |
| 18-11-2014 | Вроцлав                 | Польща            | 2 – 2            | Швейцарія         | товариський матч     | -    |          |
| 27-3-2015  | Люцерн                  | Швейцарія         | 3 – 0            | Естонія           | Відбір до ЧЄ 2016    | -    |          |
| 31-3-2015  | Цюрих                   | Швейцарія         | 1 – 1            | США               | товариський матч     | -    |          |
| 10-6-2015  | Тун                     | Швейцарія         | 3 – 0            | Ліхтенштейн       | товариський матч     | 1    | 63'      |
| 14-6-2015  | Вільнюс                 | Литва             | 1 – 2            | Швейцарія         | Відбір до ЧЄ 2016    | 1    |          |
| 5-9-2015   | Базель                  | Швейцарія         | 3 – 2            | Словенія          | Відбір до ЧЄ 2016    | -    |          |
| 8-9-2015   | Лондон                  | Англія            | 2 – 0            | Швейцарія         | Відбір до ЧЄ 2016    | -    |          |
| 12-10-2015 | Таллінн                 | Естонія           | 0 – 1            | Швейцарія         | Відбір до ЧЄ 2016    | -    | 46'      |
| 13-11-2015 | Трнава                  | Словаччина        | 3 – 2            | Швейцарія         | товариський матч     | -    |          |
| 17-11-2015 | Відень                  | Австрія           | 1 – 2            | Швейцарія         | товариський матч     | -    | 82'      |
| 28-5-2016  | Каруж                   | Швейцарія         | 1 – 2            | Бельгія           | товариський матч     | -    |          |
| 3-6-2016   | Лугано                  | Швейцарія         | 2 – 1            | Молдова           | товариський матч     | -    |          |
| 11-6-2016  | Ланс                    | Албанія           | 0 – 1            | Швейцарія         | ЧЄ 2016 - 1-й етап   | -    | 88'      |
| 15-6-2016  | Париж                   | Румунія           | 1 – 1            | Швейцарія         | ЧЄ 2016 - 1-й етап   | -    | 90'      |
| 19-6-2016  | Вільнев-д'Аск           | Швейцарія         | 0 – 0            | Франція           | ЧЄ 2016 - 1-й етап   | -    | 79'      |
| 25-6-2016  | Сент-Етьєн              | Швейцарія         | 1 – 1 (4-5 п.п.) | Польща            | ЧЄ 2016 - 1/8 фіналу | 1    |          |
| 7-10-2016  | Будапешт                | Угорщина          | 2 – 3            | Швейцарія         | Відбір до ЧС 2018    | -    | 81'      |
| 10-10-2016 | Андорра-ла-Велья        | Андорра           | 1 – 2            | Швейцарія         | Відбір до ЧС 2018    | -    | 78'      |
| 25-3-2017  | Каруж                   | Швейцарія         | 1 – 0            | Латвія            | Відбір до ЧС 2018    | -    | 78'      |
| 1-6-2017   | Невшатель               | Швейцарія         | 1 – 0            | Білорусь          | товариський матч     | 1    |          |
| 9-6-2017   | Торсгавн                | Фарерські острови | 0 – 2            | Швейцарія         | Відбір до ЧС 2018    | 1    |          |
| 31-8-2017  | Санкт-Галлен            | Швейцарія         | 3 – 0            | Андорра           | Відбір до ЧС 2018    | -    |          |
| 3-9-2017   | Рига                    | Латвія            | 0 – 3            | Швейцарія         | Відбір до ЧС 2018    | -    |          |
| 7-10-2017  | Базель                  | Швейцарія         | 5 – 2            | Угорщина          | Відбір до ЧС 2018    | -    |          |
| 10-10-2017 | Лісабон                 | Португалія        | 2 – 0            | Швейцарія         | Відбір до ЧС 2018    | -    |          |
| 9-11-2017  | Белфаст                 | Північна Ірландія | 0 – 1            | Швейцарія         | Відбір до ЧС 2018    | -    |          |
| 12-11-2017 | Лісабон                 | Швейцарія         | 0 – 0            | Північна Ірландія | Відбір до ЧС 2018    | -    | 80'      |
| 3-6-2018   | Віла-Реал (Іспанія)     | Іспанія           | 1 – 1            | Швейцарія         | товариський матч     | -    |          |
| 8-6-2018   | Лугано                  | Швейцарія         | 2 – 0            | Японія            | товариський матч     | -    | 83'      |
| Усього     |                         | Матчів            | 70               |                   | Голів (11 місце)     | 20   |          |

## Досягнення
Командні
«Базель»
- Чемпіон Швейцарії (4): 2009-10, 2010-11, 2011-12, 2024-25
- Володар Кубку Швейцарії (3): 2009-10, 2011-12, 2024-25
- Разом: 7 трофеїв

 «Баварія»
- Чемпіон Німеччини (2): 2012-13, 2013-14
- Володар Кубку Німеччини (2): 2012-13, 2013-14
- Володар Суперкубка Німеччини (1): 2012
- Переможець Ліги чемпіонів (1): 2012-13
- Володар Суперкубка УЄФА (1): 2013
- Переможець Клубного чемпіонату світу (1): 2013
- Разом: 8 трофеїв

 «Ліверпуль»
- Переможець Ліги чемпіонів (1): 2018-19
- Володар Суперкубка УЄФА (1): 2019
- Чемпіон світу серед клубів (1): 2019
- Чемпіон Англії (1): 2019-20
- Разом: 4 трофеї

### У збірних
Збірна Швейцарії
- Срібний призер чемпіонату Європи серед молодіжних команд: 2011

### Особисті
- Найкращий бомбардир Суперліги — 2024-25 (18 голів)